# 아쓰타촌
아쓰타촌(일본어: 厚田村)은 일본 홋카이도 이시카리 지청 북부에 있던 촌으로 아쓰타군에 속했다.
2005년 10월 1일, 하마마스군 하마마스촌과 함께 이시카리시에 편입되었다.

## 지리
이시카리 지청 북부에 위치하며 서쪽은 동해, 동쪽은 산지로 둘러싸인 험준한 지형이다.

## 역사
- 1902년 4월 1일 - 2급정촌제 시행으로 아쓰타군 아쓰타촌이 성립하였다.
- 2005년 이시카리시에 편입되어 아쓰타군은 소멸하였다.

## 교통

### 도로
- 국도 231호선